# محوطه هواران ۲
محوطه هواران ۲ مربوط به هزاره سوم قبل از میلاد - دوره اشکانیان است و در شهرستان ایرانشهر، بخش مرکزی، دهستان نایگون، ۳۰ کیلومتری جنوب ایرانشهر، ۱۸ کیلومتری جنوب شرق روستای اله آباد نایگون واقع شده و این اثر در تاریخ ۲۶ اسفند ۱۳۸۷ با شمارهٔ ثبت ۲۵۹۳۲ به‌عنوان یکی از آثار ملی ایران به ثبت رسیده است.